# Ereč
Hereç en albanais et Ereč en serbe latin (en serbe cyrillique : Ереч) est une localité du Kosovo située dans la commune/municipalité de Gjakovë/Đakovica, district de Gjakovë/Đakovica (Kosovo) ou de Pejë/Peć (Serbie). Selon le recensement kosovar de 2011, elle compte 843 habitants.

## Démographie

### Évolution historique de la population dans la localité
| 1948 | 1953 | 1961 | 1971 | 1981  | 1991  | 2011 |
| ---- | ---- | ---- | ---- | ----- | ----- | ---- |
| 453  | 494  | 570  | 761  | 1 137 | 1 380 | 843  |

|  |

### Répartition de la population par nationalités (2011)
En 2011, les Albanais représentaient 78,17 % de la population et les Égyptiens 20,05 %.